# سانتا كلارا (كوبا)
سانتا كلارا (بالإسبانية: Santa Clara)‏ وهي مدينة في تقع في وسط كوبا في محافظة فيا كلارا وتقع في وسط المحافظة ويبلغ عدد سكانها أكثر من 220 ألف نسمة وتعتبر خامس أكبر مدينة في كوبا، وتبلغ مساحتها 514 كلم مربع، تم بناء المدينة في سنة 1689 وكانت هذه المدينة آخر المدن التي وقعت تحت سيطرة الثوار في الثورة الكوبية في سنة 1958.

## المناخ
يظهر الجدول التالي التغييرات المناخية على مدار السنة لسانتا كلارا:
| البيانات المناخية لـسانتا كلارا   | البيانات المناخية لـسانتا كلارا | البيانات المناخية لـسانتا كلارا | البيانات المناخية لـسانتا كلارا | البيانات المناخية لـسانتا كلارا | البيانات المناخية لـسانتا كلارا | البيانات المناخية لـسانتا كلارا | البيانات المناخية لـسانتا كلارا | البيانات المناخية لـسانتا كلارا | البيانات المناخية لـسانتا كلارا | البيانات المناخية لـسانتا كلارا | البيانات المناخية لـسانتا كلارا | البيانات المناخية لـسانتا كلارا | البيانات المناخية لـسانتا كلارا |
| الشهر                             | يناير                           | فبراير                          | مارس                            | أبريل                           | مايو                            | يونيو                           | يوليو                           | أغسطس                           | سبتمبر                          | أكتوبر                          | نوفمبر                          | ديسمبر                          | المعدل السنوي                   |
| --------------------------------- | ------------------------------- | ------------------------------- | ------------------------------- | ------------------------------- | ------------------------------- | ------------------------------- | ------------------------------- | ------------------------------- | ------------------------------- | ------------------------------- | ------------------------------- | ------------------------------- | ------------------------------- |
| متوسط درجة الحرارة الكبرى °م (°ف) | 27 (81)                         | 28 (82)                         | 29 (84)                         | 29 (85)                         | 31 (87)                         | 32 (89)                         | 32 (90)                         | 32 (90)                         | 32 (89)                         | 31 (88)                         | 28 (83)                         | 28 (82)                         | 30 (86)                         |
| متوسط درجة الحرارة الصغرى °م (°ف) | 17 (63)                         | 17 (62)                         | 18 (64)                         | 19 (67)                         | 21 (69)                         | 22 (71)                         | 22 (72)                         | 22 (72)                         | 22 (71)                         | 22 (71)                         | 19 (67)                         | 18 (64)                         | 20 (68)                         |
| الهطول مم (إنش)                   | 18 (0.7)                        | 25 (1)                          | 33 (1.3)                        | 46 (1.8)                        | 120 (4.7)                       | 150 (6)                         | 120 (4.8)                       | 160 (6.3)                       | 170 (6.8)                       | 160 (6.3)                       | 41 (1.6)                        | 23 (0.9)                        | 1٬070 (42.2)                    |
| المصدر: Weatherbase               |                                 |                                 |                                 |                                 |                                 |                                 |                                 |                                 |                                 |                                 |                                 |                                 |                                 |

## مدن توأم
- كالي، كولومبيا
- أوفييدو، أستورياس، إسبانيا
- بلومنقتون، إنديانا، الولايات المتحدة
- تشيبوكساري، تشوفاشيا، روسيا
- ساو كارلوس، ولاية ساو باولو، البرازيل

## معرض صور

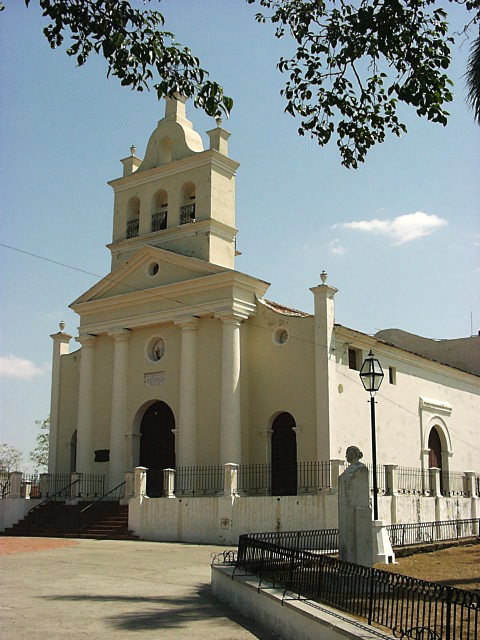
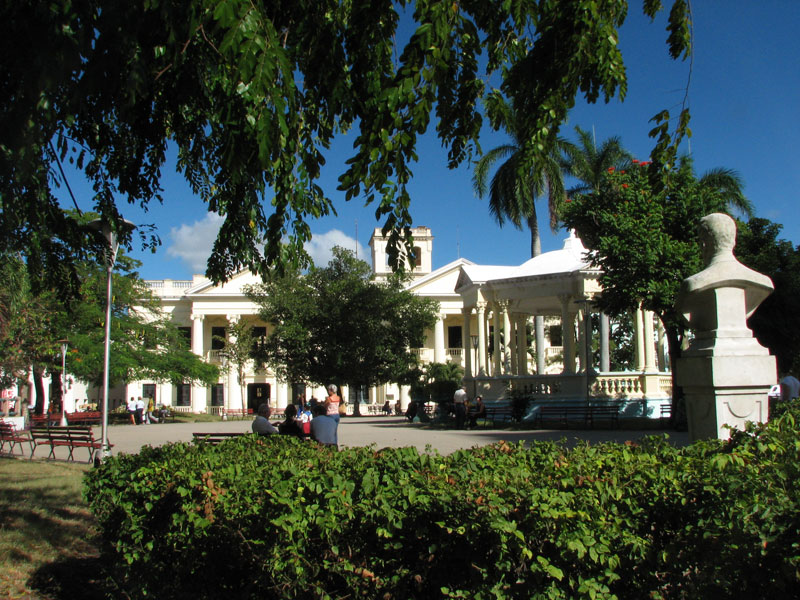
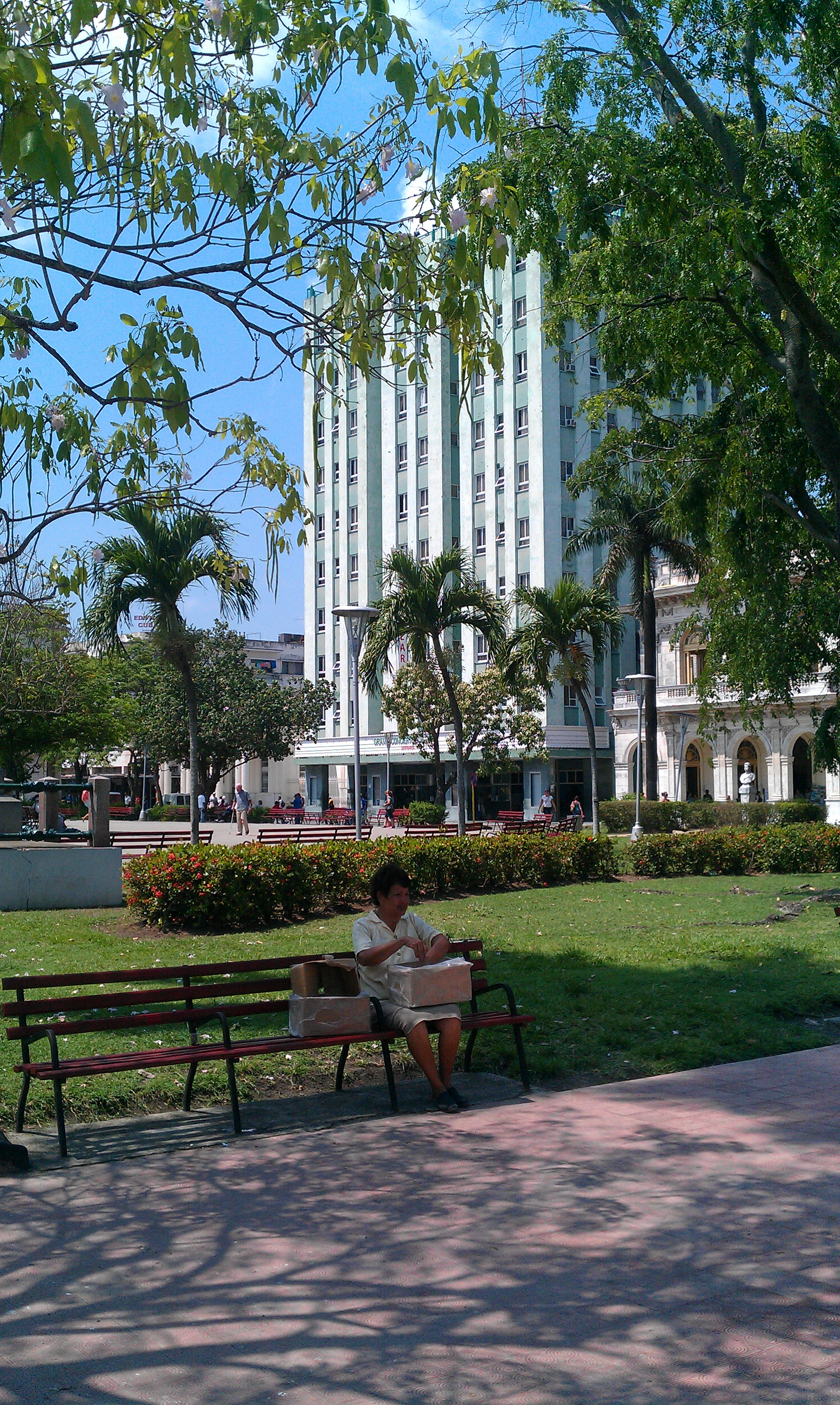
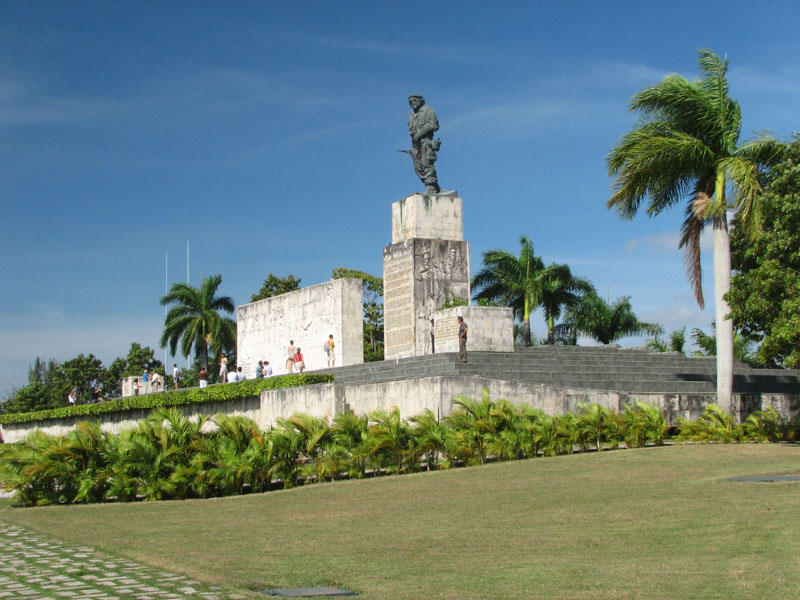
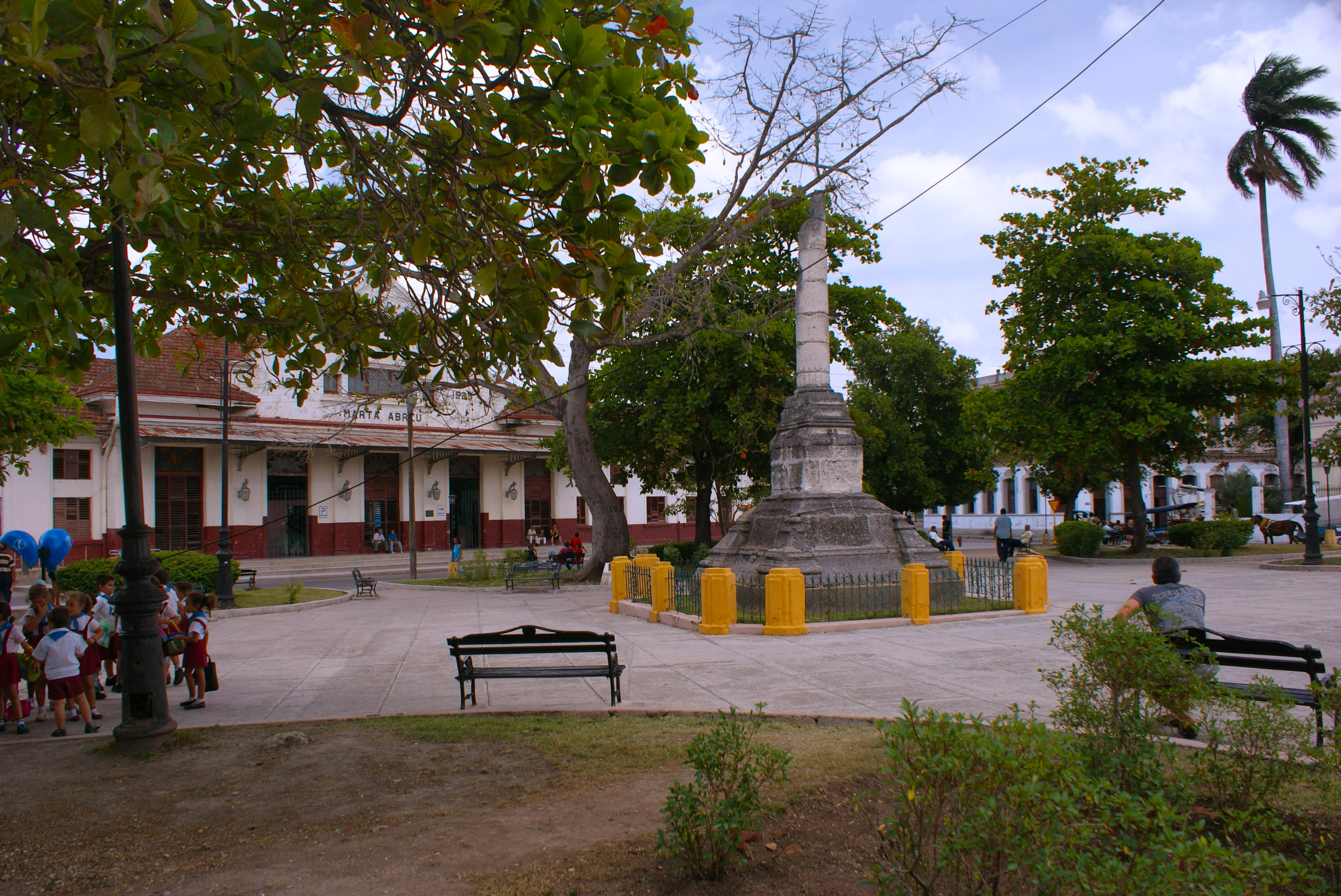

## أعلام
- روبين غونزاليس
- غوييرمو فارينياس
- جيراردو ماشادو
- يوانكا غونزاليس
- أليدا مارش